# 페라라 대성당

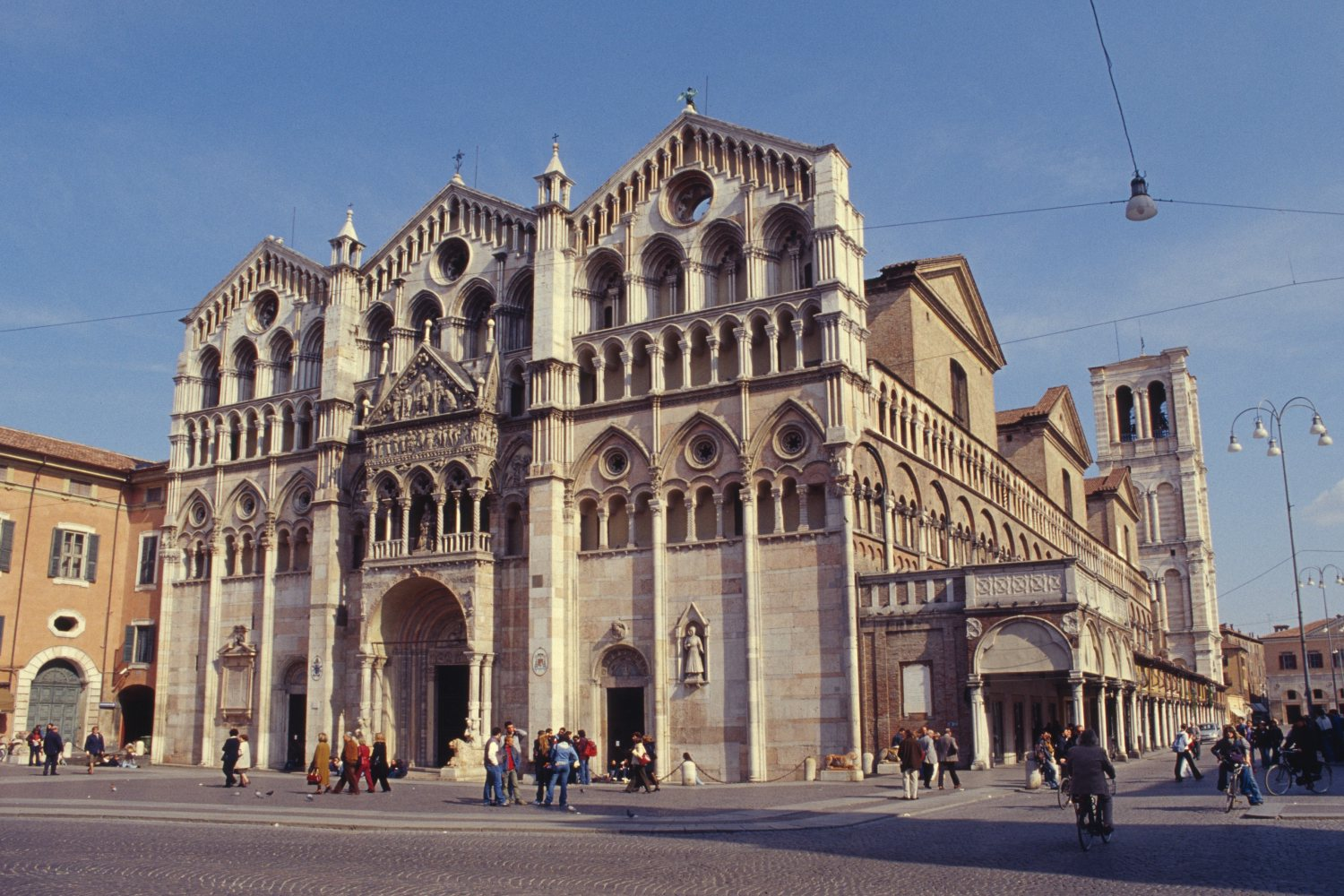
페라라 대성당.

페라라 대성당 또는 성 제오르지오 순교자 주교좌 성당은 이탈리아 북부 페라라에 있는 로마 가톨릭교회의 대성당이다. 페라라의 주보성인이기도 한 성 제오르지오를 주보성인으로 모시고 있다.
페라라 대성당은 코무날레 궁전과 유명한 에스테 성으로부터 그리 멀지 않은 시내 중심가에 자리잡고 있으며, 교구장 궁전에 의해 감싸여져 있다.

## 역사
대성당은 페라라시가 포강의 왼쪽 강둑까지 확장된 12세기에 건설이 시작되었다. 과거에 성 제오르지오에게 봉헌되었던 옛 성당은 여전히 강 오른편에 위치해 있다. 새 건물은 1135년에 축성되었다.